# Taubermühle (Lauda-Königshofen)
Taubermühle ist eine ehemalige Mühle sowie ein heutiger Wohnplatz auf der Gemarkung des Lauda-Königshofener Stadtteils Lauda im Main-Tauber-Kreis im fränkisch geprägten Nordosten Baden-Württembergs.

## Geographie
Der Wohnplatz Taubermühle liegt am östlichen Ortsrand von Lauda am Mühlkanal, der etwa 400 Meter zuvor nach links von der Tauber abzweigt und knapp 70 Meter nach der Taubermühle wieder von links in die Tauber mündet. Mühlkanal und Tauber bilden dabei eine Tauberinsel.

## Geschichte
Auf dem Messtischblatt Nr. 6424 „Königshofen“ von 1881 war der Ort als Taubermühle verzeichnet.
Der Wohnplatz kam als Teil der ehemals selbständigen Stadt Lauda am 1. Januar 1975 zur Stadt Lauda-Königshofen, als sich die Stadt Lauda mit der Stadt Königshofen und der Gemeinde Unterbalbach im Rahmen der Gebietsreform in Baden-Württemberg vereinigte.

## Kulturdenkmale
Kulturdenkmale in der Nähe des Wohnplatzes sind in der Liste der Kulturdenkmale in Lauda-Königshofen verzeichnet.

## Verkehr
Der Wohnplatz ist über die Inselstraße zu erreichen, die von der Tauberstraße abzweigt.